# Remeteszőlős
Remeteszőlős (vyslovováno [remeteséléš]) je vesnice v Maďarsku v župě Pest, spadající pod okres Budakeszi. Vznikla v roce 2002 odtržením od obce Nagykovácsi a vytvořením samostatné obce, které odsouhlasilo 87,5 % obyvatel vesnice v referendu. Patří do aglomerace Budapešti (sousedí s její městskou částí Adyliget) a je nejmenší samostatnou obcí, která do této aglomerace patří (jako jediná má méně než 1 000 obyvatel). V roce 2015 zde žilo 806 obyvatel. Dle údajů z roku 2011 tvoří 91,5 % jejího obyvatelstva Maďaři, 1,9 % Němci, 0,3 % Slováci a 0,2 % Rumuni.
Název Remeteszőlős se skládá ze slov Remete, což je název hory, která se v blízkosti vesnice nachází, a szőlős, což je odvozeno od slova szőlő (réva), a znamená, že na místě jsou hrozny. Název tedy doslova znamená „(místo) u (hory) Remete, na kterém jsou hrozny".
Remeteszőlős sousedí s Budapeští a velkou obcí Nagykovácsi.